# Stormyrtjärnen (Njurunda socken, Medelpad)
Stormyrtjärnen är en sjö i Sundsvalls kommun i Medelpad och ingår i Ljungan-Gnarpsåns kustområde. Stormyrtjärnen ligger i Juni-Stormyran Natura 2000-område.